# Kościół Najświętszej Marii Panny Królowej Polski w Brzozie
Kościół Najświętszej Marii Panny Królowej Polski w Brzozie – kościół położony we wsi Brzoza, którego patronką jest Najświętsza Maryja Panna Królowa Polski.

## Położenie
Kościół znajduje się przy drodze wojewódzkiej nr 254, w południowej części wsi Brzoza, gmina Nowa Wieś Wielka, powiat bydgoski, w odległości ok. 10 km od miasta Bydgoszczy.

## Historia
Parafia w Brzozie powstała w 1924 r., po podziale parafii farnej w Bydgoszczy przez kard. Edmunda Dalbora. Do odprawiania nabożeństw wykorzystywano początkowo kaplicę w Przyłękach. W 1925 r. powstał Komitet Budowy Kościoła w Brzozie. W 1934 roku z inicjatywy starosty bydgoskiego Józefa Nowaka i proboszcza parafii ks. Franciszka Laczkowskiego rozpoczęto budowę kościoła na działce zakupionej od prywatnego właściciela, Kozikowskiego. Miejsce wybrane pod nową świątynię wybrano nieprzypadkowo – w styczniu 1919 r. toczyły się tutaj walki w czasie powstania wielkopolskiego. 
17 czerwca 1934 r. kamień węgielny pod budowę poświęcił arcybiskup gnieźnieński Antoni Laubitz. Kosztem 10 tys. złotych wybudowano w ciągu 3 lat świątynię według projektu Stefana Cybichowskiego.
Konsekracji kościoła dokonał kard. August Hlond 15 maja 1938 r. Podczas uroczystości, we wnętrzu umieszczono figurę św. Wojciecha, a jedna z bocznych kaplic otrzymała wezwanie Matki Bożej Królowej Korony Polskiej. W latach 1936–1938 wzniesiono przy kościele plebanię według projektu bydgoskiego architekta Jana Kossowskiego w stylu tzw. dworkowym, popularnym w okresie międzywojennym.
W czasie II wojny światowej władze hitlerowskie odebrały świątynię katolikom i przekazały w użytkowanie ewangelikom. W końcu wojny kościół został uszkodzony, m.in. zbito wszystkie szyby, zniszczono w większej części okna oraz dach. Podobnie plebania, zbudowana w 1936 roku ucierpiała wskutek działań wojennych i zakwaterowania wojska. 
Po zakończeniu wojny kościół został przejęty przez katolików. Naprawiono szkody wojenne, a w 1946 r. przeniesiono do kościoła organy z kaplicy w Przyłękach. Na głównym ołtarzu ustawiono Grupę Ukrzyżowania wykonaną w 1937 roku przez bydgoskiego rzeźbiarza Bronisława Kłobuckiego pierwotnie dla kościoła Najświętszego Serca Pana Jezusa w Bydgoszczy.
W 2000 r. wokół kościoła ułożono chodnik z kostki oraz założono ogrodzenie.

## Architektura
Kościół jest jednonawowy, z zamkniętym półkoliście prezbiterium. Portyk wejścia wsparty jest na parze kolumn o jońskich kapitelach, które dźwigają belkowanie i trójkątny przyczółek.
Zewnętrzna bryła posiada styl neoklasycystyczny, zaś wnętrze jest urządzone w stylu neobarokowym. Nad korpusem nawy nakrytej dwuspadowym dachem dominuje kwadratowa w obrysie wieża, zwieńczona latarnią. Układ wnętrza jest symetryczny, z wyjątkiem strefy podwieżowej oraz zakrystii. Kruchta otwiera się na strefę pod emporą wspartą na parze filarów. 
Formą architektoniczną kościół przypomina zaprojektowaną również przez Stefana Cybichowskiego świątynię w Gołańczy (1931–1934).
Po obu stronach nawy głównej znajdują się dwa ołtarze boczne. W nadstawie ołtarza po lewej stronie umieszczony jest obraz św. Antoniego (artysty malarza Władysława Drapiewskiego), po prawej - obraz Najświętszego Serca Pana Jezusa (artysty mal. Olewińskiego). Z kaplicą znajdującą się przy południowej ścianie kościoła, związany jest kult Matki Boskiej Częstochowskiej (ołtarz według planu Cybichowskiego wykonał artysta rzeźbiarz z Bydgoszczy, Kłobucki).
Na wieży zawieszone są trzy dzwony, jeden odlany „z pomnika cesarza” w latach 30. XX wieku, dwa pozostałe odlane po 1945 roku. Witraże, ławki i konfesjonały pochodzą z okresu po 1945 roku. 
Przy kościele rozpoczyna się 16,9 km  szlak przez Puszczę Bydgoską im. bł. Czesława Jóźwiaka, jednego z Poznańskiej Piątki męczenników beatyfikowanych 13 czerwca 1999 przez św. Jana Pawła II. Szlak prowadzi przez nieistniejącą obecnie wieś Łażyn, miejsce urodzenia błogosławionego, gdzie znajduje się głaz z tablicą pamiątkową i biegnie w kierunku południowym, kończąc się przy kościele Niepokalanego Poczęcia Najświętszej Maryi Panny w Nowej Wsi Wielkiej.
W 2022 r. kościół został wpisany do rejestru zabytków Narodowego Instytutu Dziedzictwa (nr A/1803 z 2022-03-31). 

## Galeria

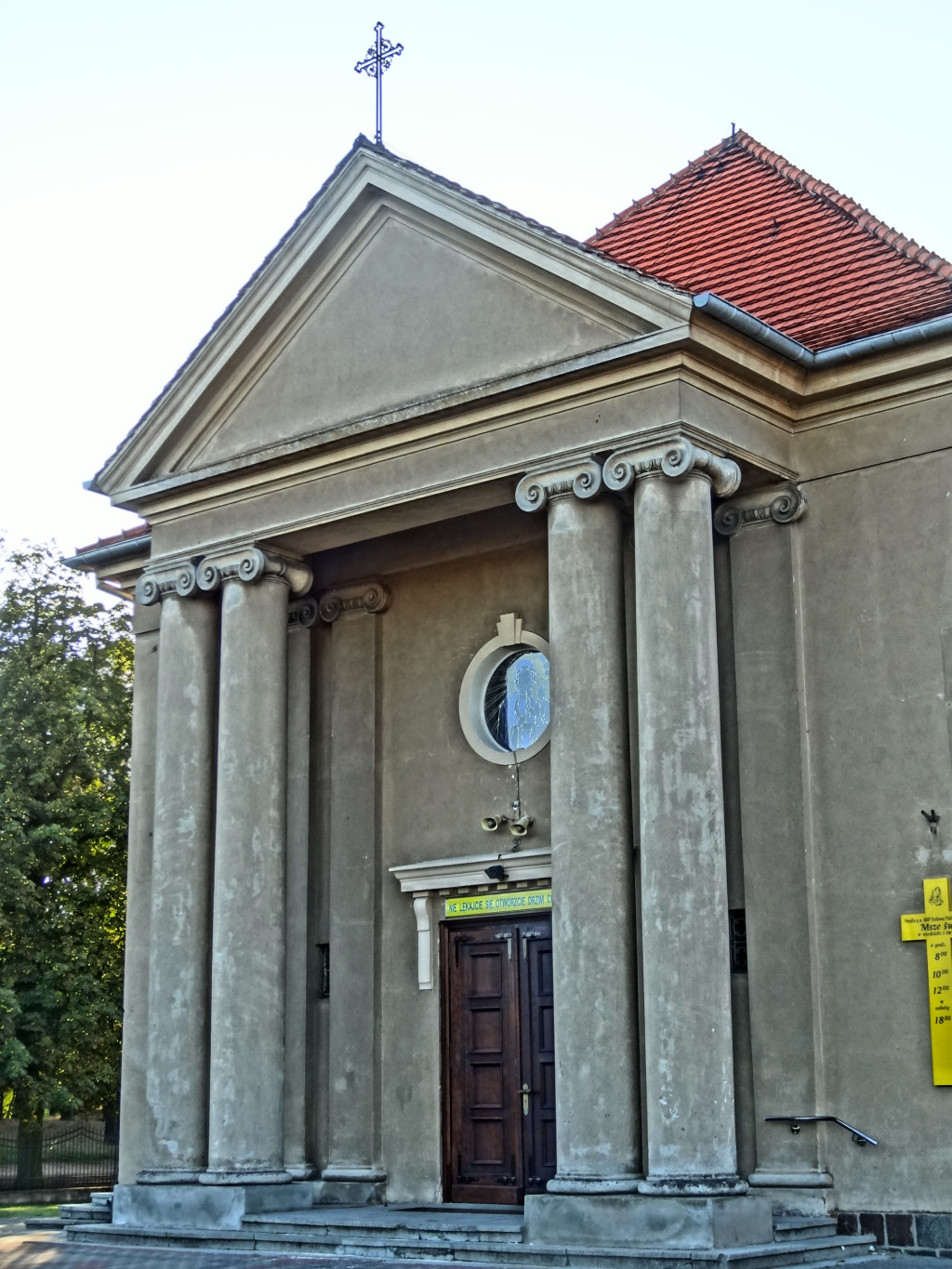
Kolumnada
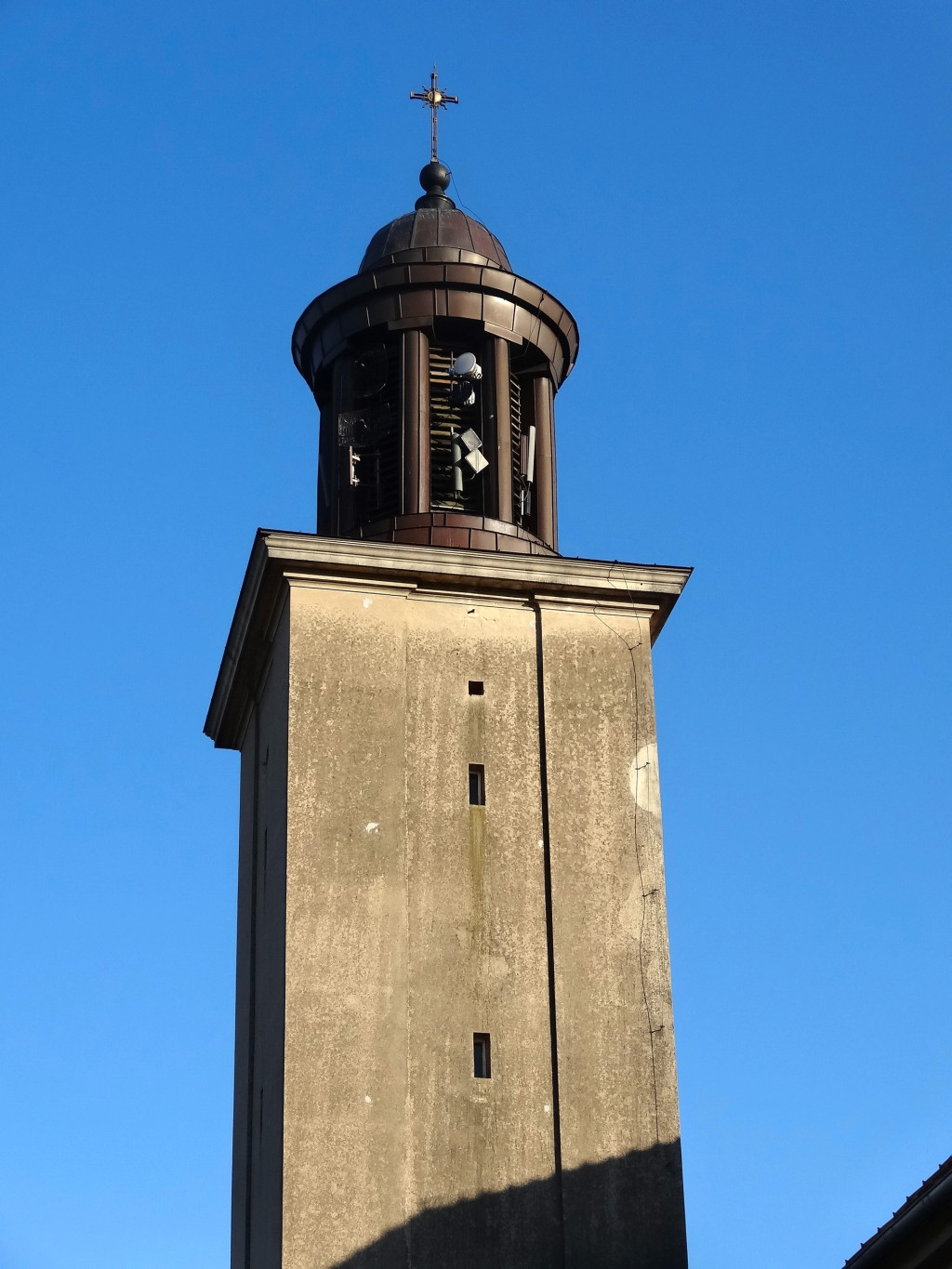
Wieża
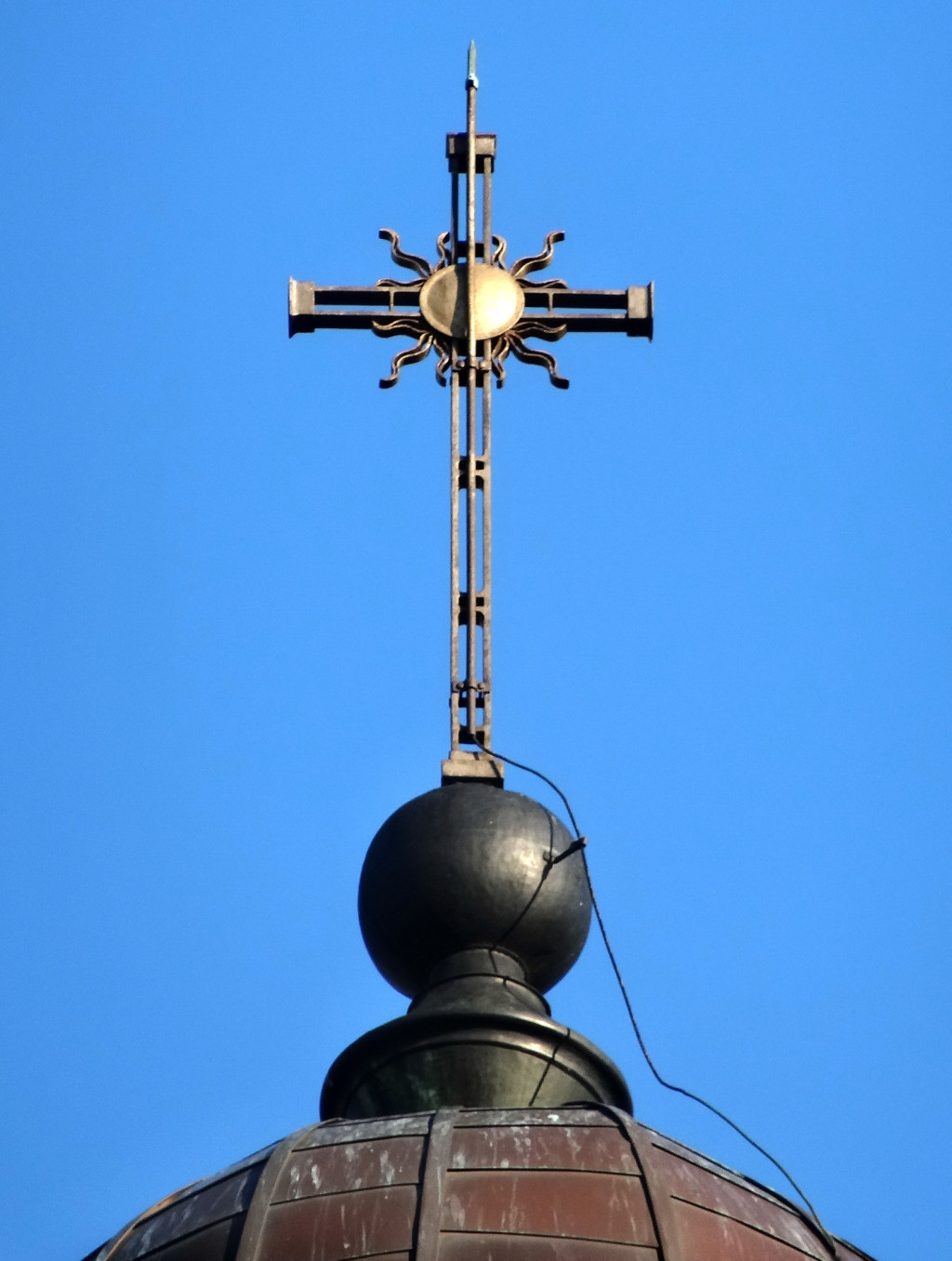
Krzyż
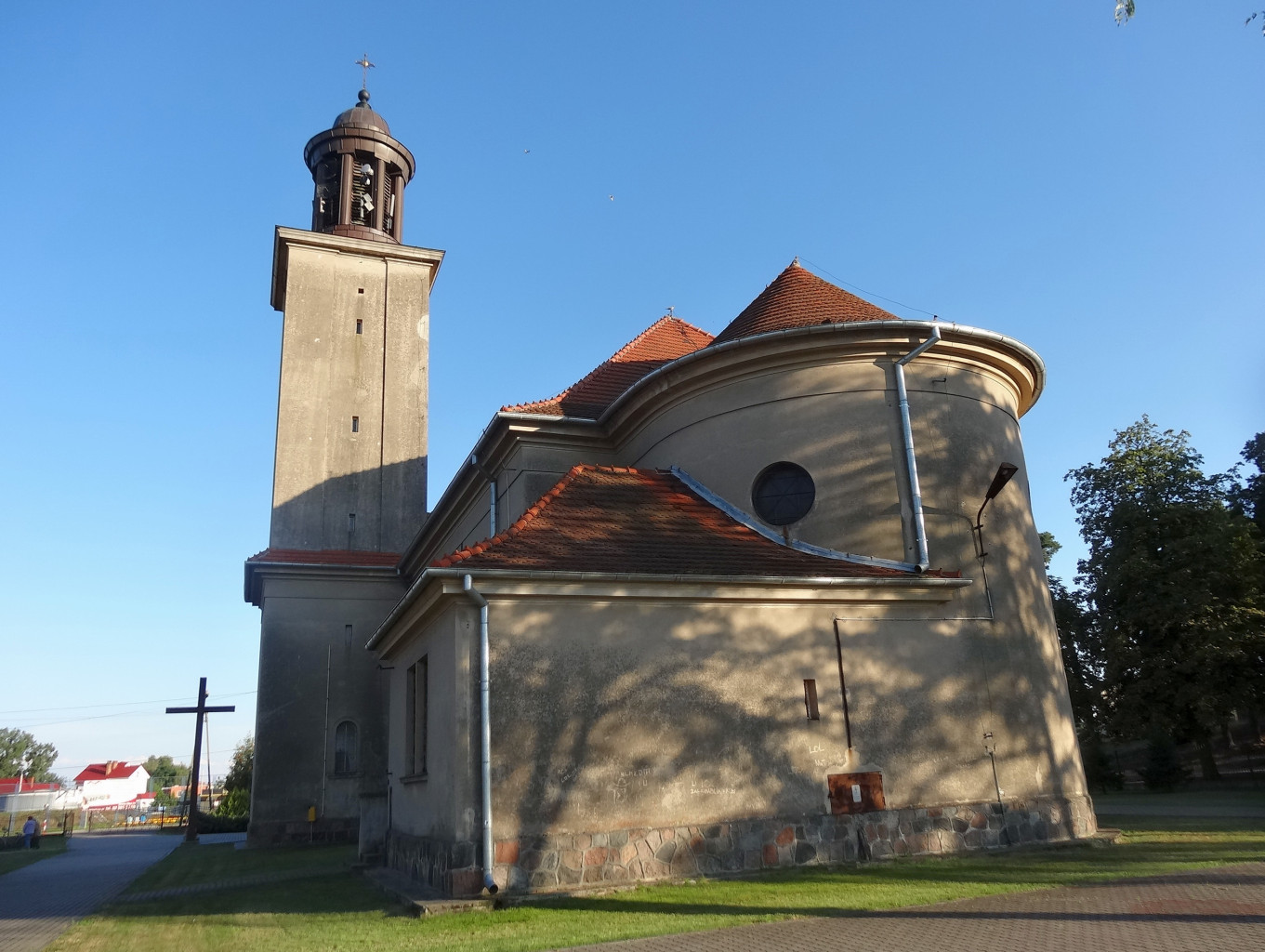
Widok od tyłu